# 도야마 에마
토오야마 에마(遠山 えま, 1981년5월23일-)은 만화가이며 도쿄도출신으로 코단샤의 아동잡지 나카요시의 작가진의 일원으로 있다. 만화가인 토오야마 히카루는 부모의 형제라한다.
2003년〈천사의 알〉(天使のタマゴ)로 나카요시 신인 만화상 특선을 수상하여 데뷔하였다. 동기작가로는 모모유키 코토리와 아스카 쥰이 있으며, 여기에있어!(ココにいるよ!)를 연재하며 화풍을 바꾸었다.
개인 홈페이지에 나온 좋아하는 만화로서는 안녕, 절망선생과 제멋대로 카이조,하트의 신부(ハトのおよめさん)이며 가끔씩 일기페이지에 다른 만화나 애니메이션의 팬아트가 많다.

## 작품

#### 나카요시
- 천사의 알(天使のタマゴ)
  - 나카요시 2003년 9월호게재, 마마 컬렉션 4권에 수록.
- 전대미문의 교제(ぜんだいみもんのおつきあい)
  - 본지 별책으로 등장.
- 드링크요정 푸쵸(꿀꺽! 푸쵸, ゴックン!ぷーちょ)
  - 전3권, KC나카요시코믹스, 서울문화사 완결.
- 마마 컬렉션(마마컬레,ママコレ)
  - 전4권, KC나카요시코믹스, 서울문화사 완결.
- 여기에 있어!(ココにいるよ!)
  - 전5권, KC나카요시코믹스.
- 나에게××하세요!
  - 나카요시연재 예정.

#### 전격〈마)왕
- 1♥9(いちらぶきゅ)
  - 연재중, 4컷만화.